# Philadelphus confusus
Philadelphus confusus är en hortensiaväxtart som beskrevs av Charles Vancouver Piper. Philadelphus confusus ingår i släktet schersminer, och familjen hortensiaväxter. Inga underarter finns listade i Catalogue of Life.